# Montagu Stopford (ammiraglio)
Sir Montagu Stopford (11 novembre 1798 – 10 novembre 1864) è stato un ammiraglio irlandese.

## Biografia
Era il figlio di James Stopford, III conte di Courtown, e di sua moglie, Lady Mary Scott.

## Carriera
L'8 novembre 1810 entrò nella Royal Navy e venne promosso a tenente il 17 novembre 1819 e comandante il 29 gennaio 1822.
Fu promosso capitano solo 3 anni dopo, l'8 aprile 1825, e ai suoi comandi, in tale rango, includono il HMS Pique (1842-1846), HMS Trafalgar (1850), HMS Waterloo (1851) e HMS London (gennaio-marzo 1852).
Nel 1852 era di nuovo capitano della HMS Waterloo sotto il comando del vice ammiraglio Josceline Percy. Il 25 giugno 1858 venne promosso a vice ammiraglio e il 30 novembre 1863 ad ammiraglio.

## Matrimoni

### Primo Matrimonio
Sposò, il 25 agosto 1827, Cordelia Winifreda Whitmore (27 febbraio 1804-4 settembre 1851), figlia del generale George Whitmore. Ebbero quattro figli:
- George Montagu Stopford (23 giugno 1828-7 agosto 1860), sposò Caroline Mary Burgoyne, ebbero due figlie;
- Annette Jane Stopford (?-17 dicembre 1921), sposò Walter Stopford, ebbero cinque figli;
- Mary Cordelia Stopford (?-14 febbraio 1912), sposò John Adye, ebbero sei figli;
- Emily Winfreda Stopford (?-1891), sposò A. J. Nixon, non ebbero figli.

### Secondo Matrimonio
Sposò, il 29 settembre 1853, Lucy Cay (2 dicembre 1829-3 dicembre 1883), figlia di John Cay. Ebbero tre figli:
- Emily Evelyn Lucy Stopford (1854-16 febbraio 1919), sposò Edwin Markham, ebbero tre figli;
- Dora Stopford (?-31 maggio 1922), sposò Richard Henry Atkinson, ebbero due figlie;
- Lionel Stopford (10 maggio 1860-13 settembre 1942)[2], sposò Mabel Georgina Emily Mackenzie, ebbero due figli.

## Morte
Morì il 10 novembre 1864.

## Ascendenza
|                                          |                                      |                                               | Genitori                                           |  |  | Nonni |  |  | Bisnonni                               |  |  | Trisnonni          |  |
|                                          |                                      |                                               |                                                    |  |  |       |  |  | 8. James Stopford, I conte di Courtown |  |  | 16. James Stopford |  |
|                                          |                                      |                                               |                                                    |  |  |       |  |  | 8. James Stopford, I conte di Courtown |  |  | 16. James Stopford |  |
|                                          |                                      | 17. Frances Jones                             |                                                    |  |  |       |  |  | 8. James Stopford, I conte di Courtown |  |  |                    |  |
| 4. James Stopford, II conte di Courtown  |                                      |                                               |                                                    |  |  |       |  |  | 8. James Stopford, I conte di Courtown |  |  |                    |  |
|                                          |                                      | 9. Elizabeth Smyth                            | 18. vescovo Edward Smyth                           |  |  |       |  |  |                                        |  |  |                    |  |
|                                          |                                      | 9. Elizabeth Smyth                            | 18. vescovo Edward Smyth                           |  |  |       |  |  |                                        |  |  |                    |  |
|                                          |                                      | 9. Elizabeth Smyth                            | 19. Eilzabeth Smyth                                |  |  |       |  |  |                                        |  |  |                    |  |
| 2. James Stopford, III conte di Courtown |                                      | 9. Elizabeth Smyth                            |                                                    |  |  |       |  |  |                                        |  |  |                    |  |
|                                          |                                      | 10. Richard Powys                             | 20. Richard Powys                                  |  |  |       |  |  |                                        |  |  |                    |  |
|                                          |                                      | 10. Richard Powys                             | 20. Richard Powys                                  |  |  |       |  |  |                                        |  |  |                    |  |
|                                          |                                      | 10. Richard Powys                             | 21. Anne Singleton                                 |  |  |       |  |  |                                        |  |  |                    |  |
| 5. Mary Powys                            |                                      | 10. Richard Powys                             |                                                    |  |  |       |  |  |                                        |  |  |                    |  |
|                                          |                                      | 11. lady Mary Brudenell                       | 22. George Brudenell, III conte di Cardigan        |  |  |       |  |  |                                        |  |  |                    |  |
|                                          |                                      | 11. lady Mary Brudenell                       | 22. George Brudenell, III conte di Cardigan        |  |  |       |  |  |                                        |  |  |                    |  |
|                                          |                                      | 11. lady Mary Brudenell                       | 23. lady Elizabeth Bruce                           |  |  |       |  |  |                                        |  |  |                    |  |
| 1. sir Montagu Stopford                  |                                      | 11. lady Mary Brudenell                       |                                                    |  |  |       |  |  |                                        |  |  |                    |  |
|                                          | 12. Francis Scott, conte di Dalkeith | 24.Francis Scott, II duca di Buccleuch        |                                                    |  |  |       |  |  |                                        |  |  |                    |  |
|                                          | 12. Francis Scott, conte di Dalkeith | 24.Francis Scott, II duca di Buccleuch        |                                                    |  |  |       |  |  |                                        |  |  |                    |  |
|                                          | 12. Francis Scott, conte di Dalkeith | 25. lady Jane Douglas                         |                                                    |  |  |       |  |  |                                        |  |  |                    |  |
| 6. Henry Scott, III duca di Buccleuch    | 12. Francis Scott, conte di Dalkeith |                                               |                                                    |  |  |       |  |  |                                        |  |  |                    |  |
|                                          |                                      | 13. Caroline Townshend, I baronessa Greenwich | 26. John Campbell, II duca di Argyll               |  |  |       |  |  |                                        |  |  |                    |  |
|                                          |                                      | 13. Caroline Townshend, I baronessa Greenwich | 26. John Campbell, II duca di Argyll               |  |  |       |  |  |                                        |  |  |                    |  |
|                                          |                                      | 13. Caroline Townshend, I baronessa Greenwich | 27. Jane Warburton                                 |  |  |       |  |  |                                        |  |  |                    |  |
| 3. lady Mary Scott                       |                                      | 13. Caroline Townshend, I baronessa Greenwich |                                                    |  |  |       |  |  |                                        |  |  |                    |  |
|                                          |                                      | 14. George Montagu, I duca di Montagu         | 28. George Brudenell, III conte di Cardigan (= 22) |  |  |       |  |  |                                        |  |  |                    |  |
|                                          |                                      | 14. George Montagu, I duca di Montagu         | 28. George Brudenell, III conte di Cardigan (= 22) |  |  |       |  |  |                                        |  |  |                    |  |
|                                          |                                      | 14. George Montagu, I duca di Montagu         | 29. lady Elizabeth Bruce (= 23)                    |  |  |       |  |  |                                        |  |  |                    |  |
| 7. lady Elizabeth Montagu                |                                      | 14. George Montagu, I duca di Montagu         |                                                    |  |  |       |  |  |                                        |  |  |                    |  |
|                                          |                                      | 15. lady Mary Montagu                         | 30. John Montagu, II duca di Montagu               |  |  |       |  |  |                                        |  |  |                    |  |
|                                          |                                      | 15. lady Mary Montagu                         | 30. John Montagu, II duca di Montagu               |  |  |       |  |  |                                        |  |  |                    |  |
|                                          |                                      | 15. lady Mary Montagu                         | 31. lady Mary Churchill                            |  |  |       |  |  |                                        |  |  |                    |  |
|                                          |                                      | 15. lady Mary Montagu                         |                                                    |  |  |       |  |  |                                        |  |  |                    |  |